# Cosmin Andron
Cosmin I. Andron (n. 6 noiembrie 1976) este alpinist de altitudine român, cunoscut pentru reușita în 2013, împreună cu Cristina Pogăcean, a primei ascensiuni pe vârful Gandharva Chuli (6.248 m) din Munții Himalaya.

## Biografie
S-a născut la 6 noiembrie 1976 în Baia Mare, România. Licențiat în filosofie și antropologie (1999) la Universitatea Babeș-Bolyai din Cluj, a obținut un doctorat în filosofie la Universitatea din Londra. A început să practice alpinismul în 1989 și, după finalizarea studiilor la Londra în 2000, a început să efectueze expediții de deschidere a diferitelor trasee din Masivul Qionglai⁠(en)[traduceți].
În 2004, a renunțat la activitatea din cadrul Universității din Londra și a început să activeze în cadrul Clubului Alpin Român. În aprilie-mai 2011, împreună cu Cristina Pogăcean și cu alți doi alpiniști amatori, a inițiat o expediție pentru cucerirea vârfului Tharpu Chuli⁠(en)[traduceți] (5.790 m) din Munții Himalaya, expediție continuată de Andron și Pogăcean cu cucerirea în premieră a vârfului Gandharva Chuli (6.248 m), ascensiune ce le-a adus celor doi o nominalizare pentru premiul „Pioletul de Aur” pe 2013, premiu acordat anual, din 1991, de revista franceză Montagnes și de organizația Groupe de Haute Montagne.